# يو سانو
يو سانو (باليابانية: 佐野洋) (22 مايو 1928، طوكيو في اليابان - 27 أبريل 2013، كاواساكي في اليابان)؛ ناقد وروائي ياباني. درس في جامعة طوكيو.